# 1983年東京都知事選挙
1983年東京都知事選挙（1983ねんとうきょうとちじせんきょ）は、1983年（昭和58年）4月10日に執行された東京都知事選挙。第10回統一地方選挙の一環として実施された。

## 概説
現職の鈴木俊一は2期目を目指して立候補。一方、前回の選挙戦を超大物の太田薫で敗北した革新側は、日本社会党委員長の飛鳥田一雄らが社会民主連合代表の田英夫の擁立を画策（社公民路線）したものの、連合東京などから強硬に反対（社共共闘派）され、田の擁立は見送られた。その後、総評事務局長富塚三夫の仲介で「社共共闘を維持するために選挙運動は最小限しか行わない」という珍協約の下、毎日新聞論説委員の松岡英夫が統一候補に推され、鈴木の対抗として立候補した。
古賀裕也は日本自由民主党公認で立候補を表明。常連候補では赤尾敏が8回目、深作清次郎と南俊夫は4回目の都知事選出馬。タクシー運転手の高橋満も無所属で初挑戦した。
さらに、1980年代後半にミニ政党軍団の台風の目になる東京都水道局職員の福田拓泉は、木本幸雄率いる日本国民権利擁護連盟の公認で初出馬した。

### エピソード
- 松岡の応援演説に立った小田実が社共両党幹部の眼前で「既成政党批判」を敢行したため、日本共産党と小田が決裂する一件も起きた（その後和解）。
- 保谷市在住の政治運動家岩崎筆吉は、第31回衆議院議員総選挙、第8回参議院議員通常選挙のほかに地元の保谷市長選挙などに立候補歴があるが、保谷市長や市役所内部のスキャンダラスなゴシップを選挙公報[2]に書き連ねて物議を醸した。

## 立候補者
12名、届け出順
| 立候補者名                         | 年齢 | 新旧 | 党派                                                 | 肩書き                                   |
| ---------------------------------- | ---- | ---- | ---------------------------------------------------- | ---------------------------------------- |
| 鈴木俊一 （すずき しゅんいち）     | 72   | 現   | 無所属 （自民党、民社党、公明党、新自由クラブ 推薦） | 東京都知事、全国知事会会長、元自治省次官 |
| 赤尾敏 （あかお びん）             | 84   | 新   | 大日本愛国党                                         | 大日本愛国党総裁、元代議士               |
| 東郷健 （とうごう けん）           | 50   | 新   | 無所属 （雑民の会 推薦）                             | 出版社役員                               |
| 松岡英夫 （まつおか ひでお）       | 70   | 新   | 無所属 （社会党、共産党 推薦）                       | 政治評論家                               |
| 古賀裕也 （こが ひろや）           | 43   | 新   | 日本自由民主党                                       | 会社役員                                 |
| 岩崎筆吉 （いわさき ふできち）     | 54   | 新   | 無所属                                               | 電気工事業                               |
| 福田拓泉 （ふくだ たくせん）       | 55   | 新   | 日本国民権利擁護連盟                                 | 東京都水道局職員                         |
| 高橋満 （たかはし みつる）         | 38   | 新   | 無所属                                               | 元私鉄社員                               |
| 赤石貞治 （あかいし ざだはる）     | 54   | 新   | 日本国民政治連合                                     | 政治団体代表                             |
| 南俊夫 （みなみ としお）           | 71   | 新   | 世界連邦政府創設委員会                               | 政治団体役員                             |
| 深作清次郎 （ふかさく せいじろう） | 71   | 新   | 無所属 （日本青年社、同結社 推薦）                   | 著述業                                   |
| 前田保 （まえだ たもつ）           | 70   | 新   | 人類幸福党設立準備委員会                             | 貸家業                                   |

## 投票結果

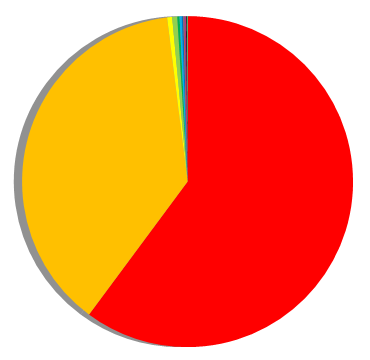
各候補の得票率（得票数の多かった順）

投票率は47.96%で、前回1979年の55.16%を大きく下回った（前回比 -7.20%） 。
候補者別の得票数の順位、得票数、得票率、惜敗率、供託金没収概況は以下のようになった。供託金欄のうち「没収」とある候補者は、有効投票総数の10%を下回ったため全額没収された。得票率と惜敗率は未発表のため暫定計算とした（小数3位以下四捨五入）。
|      | 順位 | 候補者名    | 党派                     | 新旧 | 得票数    | 得票率 | 惜敗率 | 供託金 |
| ---- | ---- | ----------- | ------------------------ | ---- | --------- | ------ | ------ | ------ |
| 当選 | 1    | ■鈴木俊一   | 無所属                   | 現   | 2,355,348 | 60.16% | ----   |        |
|      | 2    | ■松岡英夫   | 無所属                   | 新   | 1,482,169 | 37.86% | 62.92% |        |
|      | 3    | ■古賀裕也   | 日本自由民主党           | 新   | 19,304    | 0.49%  | 0.82%  | 没収   |
|      | 4    | ■赤尾敏     | 大日本愛国党             | 新   | 19,234    | 0.49%  | 0.82%  | 没収   |
|      | 5    | ■高橋満     | 無所属                   | 新   | 9,001     | 0.23%  | 0.38%  | 没収   |
|      | 6    | ■前田保     | 人類幸福党設立準備委員会 | 新   | 7,676     | 0.20%  | 0.33%  | 没収   |
|      | 7    | ■東郷健     | 無所属                   | 新   | 6,392     | 0.16%  | 0.27%  | 没収   |
|      | 8    | ■深作清次郎 | 無所属                   | 新   | 4,319     | 0.11%  | 0.18%  | 没収   |
|      | 9    | ■南俊夫     | 世界連邦政府創設委員会   | 新   | 3,487     | 0.09%  | 0.15%  | 没収   |
|      | 10   | ■岩崎筆吉   | 無所属                   | 新   | 2,902     | 0.07%  | 0.12%  | 没収   |
|      | 11   | ■赤石貞治   | 日本国民政治連合         | 新   | 2,791     | 0.07%  | 0.12%  | 没収   |
|      | 12   | ■福田拓泉   | 日本国民権利擁護連盟     | 新   | 2,725     | 0.07%  | 0.12%  | 没収   |

社共共闘で立候補した松岡は、知名度の低さ・迫力の無さに出遅れが重なって終始苦戦を強いられた。加えて松岡の出馬決定までに立候補の声があがった田を支持する市民運動派が排除される形になり、「マイタウン東京」のキャッチフレーズを掲げる現職の鈴木に惨敗した。この時から29年間にわたって都知事選での社共共闘は途絶え、2012年に宇都宮健児を共に支持するまで、社共がそれぞれ単独擁立、あるいは共産のみ擁立がつづくことになった。
その他の候補では、古賀裕也が「日本自由民主党」公認で出馬し、自由民主党推薦の現職・鈴木が通例に従い無所属で立候補しているため、一部の有権者に混同を生じさせて2万票近くを獲得し、赤尾を上回る3位となり減票工作は成功した。さらに今回の都知事選に続き、6月の第13回参議院議員通常選挙と12月の第37回衆議院議員総選挙でも、『日本自由民主党』『日本公明党』を名乗る一派を率いて旺盛な選挙闘争を展開。各々で上位に食い込み、一躍時代の寵児となった。